# Nauta
Nauta (fundada como Santiago de Nauta) es una ciudad puerto capital del distrito homónimo ubicado en la provincia de Loreto, departamento de Loreto, Perú.
Fue fundada el 30 de abril de 1830, por el cacique Manuel Pacaya Irarica, líder de un grupo de nativos de la etnia cocama. Según una leyenda, el nombre de esta ciudad surgió cuando los hombres de Pacaya encontraron una tinaja (en cocama mauta), nombre que fue cambiado por los colonos por la palabra latina «nauta» que significa «marinero». En la plaza Centenario de Nauta se encuentra una escultura referente a la leyenda.
Nauta sirve de acceso para llegar a la Reserva Nacional Pacaya Samiria. Para ello se ha de solicitar al INRENA (Instituto Nacional de Recursos Naturales) un permiso, por el que hay que pagar los derechos correspondientes. Se accede por vía fluvial hasta la Comunidad 20 de febrero. La Reserva Nacional Pacaya Samiria es uno de los lugares con mayor riqueza biológica del planeta.[cita requerida]

## Historia

### Antecedentes.
A mediados del siglo XVIII el P. Maroni descubrió en Yarapacocha (hoy quebrada Yarapa), varios caciques de Yameos, los atrajo y estableció en unas tierras altas entre 2 quebraditas que desaguan en el Marañón, (Gasparito y Zaragoza); frente a la junta de sus aguas con las del Ucayali. Le puso bajo la advocación de San Miguel. Llegó a tener 120 almas, entre ellas 4 caciques. Por agotamiento del Padre Maroni, le siguió en esta fundación el Padre Carlos Brentano de San Regis, quien fijó su residencia en el nuevo pueblo de San Miguel (actual ciudad de Nauta). 
Las epidemias acabaron con la mayor parte de los pobladores de la zona, pero la destrucción no debió ser total, pues el censo de 1746 determinó a San Miguel (Nauta) y sus anexos una población total de 2 063 almas, siendo en aquel tiempo la zona más poblada de Maynas, si bien el pueblo se reduciría a algunas chacras, pues ya no figura en los censos de 1768 y 1814.

### Fundación de Nauta.
A fines de la segunda década del siglo XIX, el Curaca Manuel Pacaya, líder de un grupo de nativos Cocamas en el pueblo de La Laguna (actual Lagunas, en el río Huallaga), molesto y cansado de los malos tratos que recibían de las autoridades, junto con su grupo construyeron una balsa, abandonaron dicho pueblo y se dirigieron al río Ucayali; después de muchos días de navegación, acoderaron y acamparon a orillas del río Marañón cerca de la confluencia con el río Ucayali. Mientras talaban los árboles para librar la zona donde acamparían, encontraron una tinaja abandonada que por su tamaño, en su lengua materna, era llamado MAUTA, lo que dio origen al nombre del lugar. Como les gustó el lugar, decidieron establecerse en el mismo, por lo que acudieron a don Damián Najar, Subprefecto de Maynas con sede en Moyobamba, a fin de solicitarle autorización para fundar allí un pueblo. Durante este proceso, el nombre MAUTA fue modificado por el de NAUTA, que quiere decir marinero o navegante.
El Subprefecto contestó la solicitud con un documento que data del 17 de diciembre de 1829, dirigiéndose al Gobernador de Misiones en virtud de la comunicación oficial del Prefecto del departamento, dando las siguientes instrucciones:

"Tomará usted todos los arbitrios posibles para que la tribu Cocama se traslade a la Boca del Ucayali, en el punto nombrado Nauta, a formar allí un pueblo, a virtud de que el Curaca Manuel Pacaya ha ofrecido en esta Subprefectura, verificarlo consultando siempre el orden de la población en sus calles, casas y mejor posición, que les pueda ser benéficas a la conservación y propagación de los nuevos fundadores y posteridad, providenciando que la población se erija en lugar aparente con buenas entradas y salidas y cuando fuera preciso hacerse a la orilla del río, teniendo presente que él título de la formación de este nuevo pueblo es el de un gobierno separado, sujeto a la jurisdicción espiritual al curato de San Regis, su nombre deberá ser según la voluntad del predicho curaca que se ha comprometido fundarlo y quien queda por ahora mientras se efectúe obtener la jurisdicción de sus asociados en lo civil y doméstico, pero siempre sujeto al Gobierno de Misiones, el mismo que procederá a poner el pase correspondiente a continuación de este oficio, que se le entregará a Don Manuel Pacaya, para que con él se ponga en ejecución la nueva población sin obstáculo alguno, y a que procurará usted Auxiliarlo en lo posible y conducente al mismo fin, siendo de su deber dar parte a esta Subprefectura en el término de el estado en que se hallase la población y sus habitantes, por cuenta de dicho curaca se instruyan, como que es el mismo plazo que se le confiere, para en su vista resolver lo que convenga, Dios guarde a usted. Damian Najar"

En la misma fecha, Don Damián Najar manda también un oficio al P. Mariano, cura de San Regis, dándole cuenta de la autorización dada a Don Manuel Pacaya para que funde el pueblo Nauta: 

"que sirva a la república como un Gobierno o distrito separado”.

Con la obligación de que en el plazo de un año, debe tener formado los edificios necesarios para los pobladores, tanto en lo respectivo a su sociedad como para el culto divino, declarándoles sujetos a la feligresía San Regis.
La fundación de Nauta inició oficialmente el 30 de abril de 1830, el mismo día, el nuevo Subprefecto de la Provincia de Maynas, Don Carlos del Castillo nombra al ciudadano Juan Gosendi como primer Gobernador interino del nuevo pueblo de Nauta, encargándole:

“procure constituirla en el mejor orden y arreglo, con sus calles, plazas y caminos, entradas y salidas, usos, costumbres y servidumbres, estableciéndose que las casas sean de bastante consistencia y formalidad”, etc.

 Se puede decir que este documento constituye una suerte de primera norma de ordenamiento urbano de  de Nauta.
Aun cuando Nauta tiene un origen indígena, desde sus inicios respondió al espíritu de las fundaciones de los pueblos de usanza española, pues ello obedece al pleno dominio político, administrativo y religioso de las Misiones de Maynas que aún perduraba en la época pese a la implantación de la era republicana. En 1832 se inició la construcción de la Iglesia Matriz (hoy Teatro Ukamara), convirtiéndose esta infraestructura en el primer monumento histórico - religioso de esta parte de la Amazonía, promoviendo así la importancia que iba adquiriendo el pueblo recién fundado.
Habiéndose iniciado con unas pocas familias indígenas y al ser una de las primeras poblaciones de avanzada en la región Loreto, Nauta pronto inició su desarrollo no solo poblacional sino en todas sus actividades económicas y sociales. Esto se debe a su conexión fluvial con otros centros poblados existentes en la época, que estaban asentadas en las orillas no solo del río Marañón sino del río Amazonas y hasta con los pueblos amazónicos del Brasil, quienes incrementaron el flujo de pequeñas embarcaciones como balsas, canoas y hasta barcos.

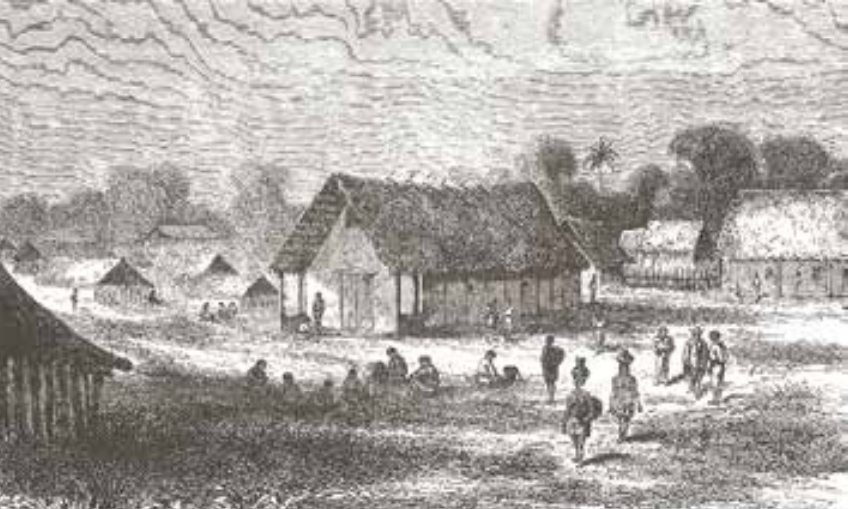
Grabado de Nauta: Ilustración de Paul Marcoy, expedicionista francés que recorrió el Perú entre los años 1843 y 1861. Describe al caserío de Nauta como una ex misión jesuita por entonces la capital de distrito con 750 habitantes, siendo la más poblada en esta zona de la selva baja.

### Surgimiento y apogeo como puerto fluvial.
El 23 de octubre de 1851, el gobierno peruano firma un Tratado de libre navegación por el río Amazonas con el gobierno Imperial de Brasil, aunque el país tenía desventaja en este convenio por carecer de vapores para entonces. Dicho convenio fue ratificado por el gobierno Peruano mediante Decreto del 1 de diciembre de 1851. 
El 9 de septiembre de 1952, en la plaza de Río de Janeiro-Brasil, se conformó la compañía de navegación del Amazonas, presidido por D. Irineo Evangelista de Sousa, quien suscribió un convenio con el Cónsul General del Perú en Brasil; deseando arreglar de una manera ventajosa para la República del Perú y para la empresa, conviniendo entre otros puntos que “la Compañía se obliga a que el primer barco de vapor se halle en Nauta el 01 de mayo de 1853, si no puede encontrarse en aquel lugar el día indicado, le bastará llegar a un punto del litoral Peruano, que esté más arriba de Loreto, y avisarlo a la autoridad Peruana de Nauta”, para lo cual se estableció el viaje redondo que consistiría “desde la ciudad de la Barra, en la embocadura del río Negro, al punto de Nauta” y viceversa. Este convenio fue desaprobado por Decreto del gobierno Peruano con fecha 14 de marzo de 1853.

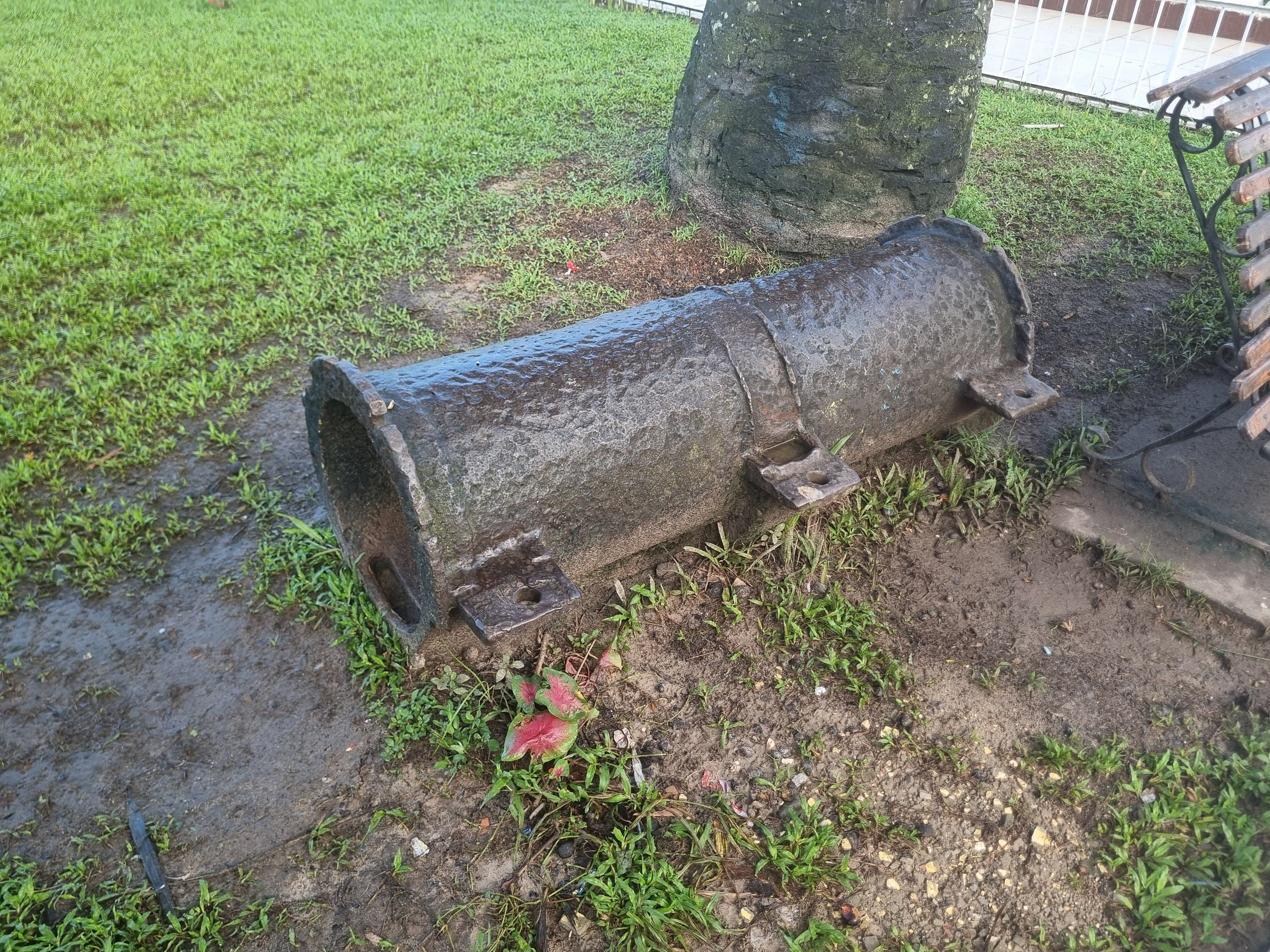
Parte de un barco a vapor en la plaza de armas de Nauta, símbolo del primer puerto fluvial en la Amazonía.

## Geografía
Nauta es la localidad más arcaica de Amazonia, perteneciente a la Provincia de Loreto. Está situada a unas dos horas en automóvil desde la ciudad de Iquitos.  Se encuentra ubicada al margen izquierdo del río Marañón. Frente a la Reserva Nacional PACAYA SAMIRIA y unos kilómetros arriba se 
encuentra el río Ucayali, cuya unión con el rio Marañon da como resultado el nacimiento del río Amazonas.

### Clima
| Parámetros climáticos promedio de Nauta | Parámetros climáticos promedio de Nauta | Parámetros climáticos promedio de Nauta | Parámetros climáticos promedio de Nauta | Parámetros climáticos promedio de Nauta | Parámetros climáticos promedio de Nauta | Parámetros climáticos promedio de Nauta | Parámetros climáticos promedio de Nauta | Parámetros climáticos promedio de Nauta | Parámetros climáticos promedio de Nauta | Parámetros climáticos promedio de Nauta | Parámetros climáticos promedio de Nauta | Parámetros climáticos promedio de Nauta | Parámetros climáticos promedio de Nauta |
| Mes                                     | Ene.                                    | Feb.                                    | Mar.                                    | Abr.                                    | May.                                    | Jun.                                    | Jul.                                    | Ago.                                    | Sep.                                    | Oct.                                    | Nov.                                    | Dic.                                    | Anual                                   |
| --------------------------------------- | --------------------------------------- | --------------------------------------- | --------------------------------------- | --------------------------------------- | --------------------------------------- | --------------------------------------- | --------------------------------------- | --------------------------------------- | --------------------------------------- | --------------------------------------- | --------------------------------------- | --------------------------------------- | --------------------------------------- |
| Temp. media (°C)                        | 26.7                                    | 26.9                                    | 26.6                                    | 26.5                                    | 26.5                                    | 26.3                                    | 25.7                                    | 26.3                                    | 26.8                                    | 27.1                                    | 27.2                                    | 27                                      | 26.6                                    |
| Temp. mín. media (°C)                   | 21.8                                    | 22.1                                    | 22                                      | 22                                      | 22                                      | 21.7                                    | 20.9                                    | 21                                      | 21.4                                    | 21.8                                    | 22.2                                    | 22                                      | 21.7                                    |
| Fuente: climate-data.org                |                                         |                                         |                                         |                                         |                                         |                                         |                                         |                                         |                                         |                                         |                                         |                                         |                                         |

## Lugares de interés
En Nauta podemos encontrar distintos atractivos naturales. Uno de ellos es la laguna Sapi Sapi, donde podemos encontrar animales exóticos como la tortuga taricaya y el paiche y otros como los cocodrilos y las charapas. Para avistar este espectáculo se puede viajar en barca atravesando la laguna. Sobre ésta laguna existe una leyenda que cuenta el misterio de una sirena que atraía a los ciudadanos por su hermosa belleza y la vestimenta que llevaba.
Otro atractivo natural es la Playa del Amor, situada cerca del casco urbano y rodeada por la selva. También, destaca la Quebrada Zaragoza que cruza por el centro de la ciudad, y la quebrada Gasparito, a la que se llega en canoa.
Otro lugar destacado es la Plaza de Armas, caracterizada por diversas estatuas fabricadas por los mismos ciudadanos en las que se representan motivos nativos. En ésta podemos encontrar la Iglesia de Nauta, que actualmente es utilizada como teatro parroquial. En ella están también el colegio y el busto de bronce del cacique Manuel Pacaya. Unas cuantas calles más abajo está el mercado popular cuya su mayor afluencia se da por las mañanas, cuando los ciudadanos locales van a comprar y los productores llegan al pueblo desde diferentes lugares.

## Comunidades nativas
No se puede hablar de Nauta sin hablar de Castilla. Se trata de una comunidad de nativos indígenas (a unos 3 km del centro de Nauta) situada en la selva, en el margen derecho del Río Ucayali, justo donde éste se une con el Marañón para formar el nacimiento del Amazonas.
La forma de vida es completamente tradicional: en 2007, aún no tenían electricidad, se hace la colada en el río y la vida se hace “en la calle”.
Otra de las comunidades nativas presentes en Nauta es la Comunidad Miguel Grau. A diferencia de las otras comunidades, esta es de las más pequeñas, pero no por ello menos interesante. Se sitúa bastante cerca de Nauta, y ha ido tomando importancia, cada vez más, gracias al turismo. De hecho, son los propios habitantes de la comunidad los que se ofrecen para guiar a los turistas desde Nauta hasta Grau y vuelta. En esas excursiones les enseñan su cultura, y aprovechan para venderles los objetos de cerámica y otras cosas que ellos realizan. Incluso, es posible hacer una breve visita al interior de la selva. Otro sitio que visitar en la misma comunidad es el Mirador de Grau; una gran torre desde la que se puede divisar el nacimiento del río Amazonas y otras muchas vistas espectaculares, y con suerte, los tan conocidos delfines rosados.

## Personajes destacados
- Alfonso Navarro Cáuper
- Otoniel Vela Llerena